# Centru Civic

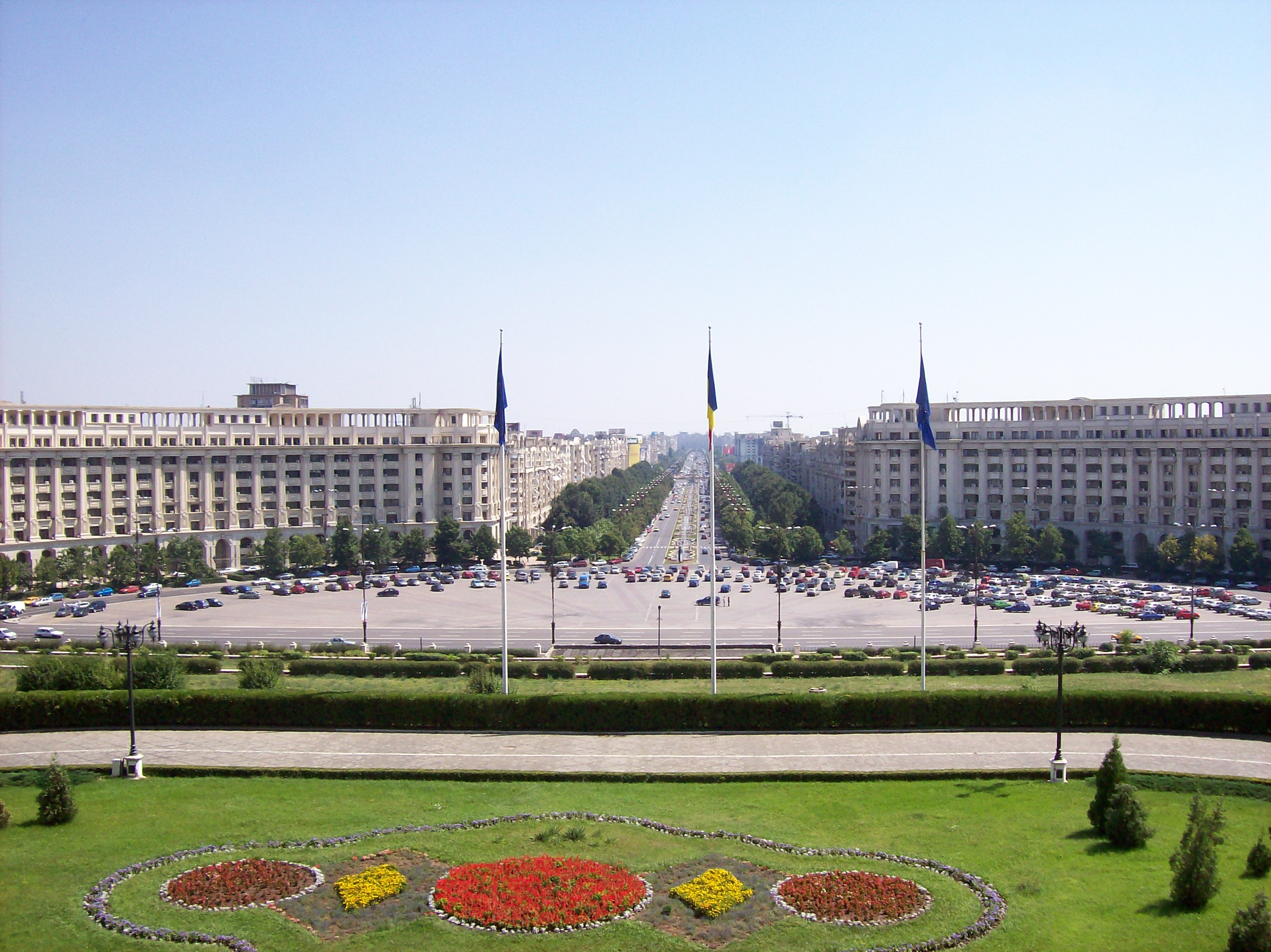
Unirii Boulevard

El Centru Civic (en català "Centre Cívic") és un dels barris cèntrics de Bucarest, Romania, que es va reconstruir seguint els esquemes plantejats per Nicolae Ceauşescu a la seva sistematització que volia aplicar a tota la capital romanesa. Bucarest havia patit danys significatius a causa dels bombardejos (tant per part dels britànics i nord-americans, com pels alemanys) al llarg de la Segona Guerra Mundial i pel terratrèmol del 4 de març de 1977. No obstant això aquests esdeveniments no canviaren la fisonomia de la ciutat tant com ho feren els esquemes de reconstrucció dels anys 80, sota els quals vuit quilòmetres quadrats del centre històric de Bucarest van ser destruïts, incloent monestirs, esglésies, sinagogues, un hospital, i diversos edificacions representatives de l'arquitectura d'estil art déco que s'havien construït en el període d'entreguerres a la capital romanesa (1919 – 1939).
Aquesta "reconstrucció" va implicar el desnonament de 40.000 persones, que eren avisades amb solament un sol dia d'antelació. Aquestes persones eren "ubicades" a blocs impersonals als nous barris que es configuraven a l'extraradi de Bucarest. Als habitatges desnonats es derruïen i es construïen habitatges de qualitat que eren ocupats per destacats membres del Partidul Comunist Român. Així es va anar constituint el grandiós Centru Civic i l'edificació immensa de la Casa Poporului (en català Casa del Poble), actualment anomenat Palatul Parlamentului (en català Palau del Parlament), el segon edifici en grandària de tot el món, solament superat pel Pentagon.
El Centru Civic és un complex d'edificis d'un estil modern amb façanes de marbre, que tenen el seu eix cèntric al conegut originalment com Bulevard de la Victòria del Socialisme, reanomenat després de la Revolució Romanesa de 1989 com a Bulevard de la Unificació (en romanès Bulevar Unirii). El mateix està construït seguin el model de l'Avinguda dels Champs-Élysées de París, tot i que el bulevard romanès és més llarg que la via francesa. Aquesta important via de comunicació creua la capital romanesa de l'est cap a l'oest. Des d'una de les balconades del Palatul Parlamentului es poden observar magnífiques vistes de tot el Bulevard en la seva extensió total.
Al Centru Civic estan ubicades les oficines governamentals i nombrosos apartaments de luxe. Aquests, com ja s'ha comentat anteriorment, van ser construïts originalment per convertir-se en els habitatges de l'elit comunista de Romania. Tot i la qualitat de les edificacions i dels apartaments, aquests no són certament el lloc de residència preferit per a la nova elit capitalista de la ciutat, amb l'excepció possible dels edificis que miren a la Plaça de la Unió (en romanès Piaţa Unirea) i que estan pel damunt del riu Dâmboviţa. Totes les edificacions del Centru Civic tenen un alt grau d'uniformitat arquitectònica, però també hi ha una important manca d'espais lúdics i verds. La major part de comerços i restaurants petits que es troben al cor de Bucarest estan a les àrees al nord del Centru Civic.
Hi ha una important superfície del barri que els seus edificis van ser desnonats i destruïts, però la caiguda del comunisme va aturar les obres de construcció de nous blocs d'estil comunista. Aquest sector del barri es coneix com a Hiroshima. També hi ha moltes edificacions que la caiguda del comunisme va deixar a mig construir i en l'actualitat el seu estat és el mateix que a desembre de 1989, entre aquests es troben la Biblioteca Nacional, la Cambra Jueva de Bucarest, així com la Casa Radio (que havia de ser la seu de tots els medis radiofònics de Romania i que sembla que pròximament es convertirà en un gran complex comercial). El barri està envoltat per edificis i barris històrics com Rahova i Lipscani on es troba el carrer famós del mateix nom.
Al llarg de la reconstrucció moltes esglésies, com la de Sf. Nicolai-Mihai Vodă, van ser mogudes uns metres i no es va optar per demolir-les, com si que passà amb altres edificacions històriques. El monestir d'Antim encara resta en gran part intacte, menys la seva ala est que va ser destruïda. Adjacent al barri i a l'alçada de la Plaça de la Unió es troba el pujol Metropolità (en romanès Dealul Metropoliei) on estan ubicades la catedral i el palau de la Patriarquia romanesa, que és la seu patriarcal de l'Església Ortodoxa Romanesa.